# SG Wallau
| Nadimak: | -/-                  |
| Osnovan: | 1. kolovoza 1975.    |
| Boje kluba: | plavo-bijelo         |
| Trener: | Ralf Ludwig          |
| Dvorana: | Ländcheshalle Wallau |
| Sjedećih mjesta: |                      |
| |                      |
| Njemačko prvenstvo: |                      |
| Njemački kup: |                      |
| - Njemački prvaci 1992., 1993. - Osvajači njemačkog kupa 1993., 1994. - Osvajači Superkupa Njemačke 1994. - Kup EHF 1992. |                      |

 Spielgemeinschaft Wallau je njemački rukometni klub i natječe se od 2009. u višoj ligi pokrajine Hessena (Oberliga Hessen).
Klub je nastao spajanjem rukometnih odjela TV Wallaua i TuS Massenheima te je djelovao pod imenom SG Wallau-Massenheim. 2008. se godine Tus Massenheim povukao iz ovog društva te od onda djeluje samo SG Wallau. 

## Poznati igrači
| - Christian Fitzek - Peter Hofmann - Stephan Schöne - Martin Schwalb - Pascal Hens - Mikael Källman - Mike Fuhrig | - Zoran Đorđić - Marcus Rominger - Markus Baur - Frédéric Volle - Steffen Weber - Bernard Latchimy - Andreas Rastner | - Dmitrij Torgovanov - Christian Zeitz - Nenad Peruničić - Jan-Olaf Immel - Dominik Klein - Jens Tiedtke - Steffen Fäth |

## Treneri koji su vodili Wallau
| - 1976. Erich Schrobbach - 1977. – 1981. Norbert Anthes - 1982. Fritz-Peter Schermuly - 1982.– Željko Zovko (igrač-trener) - 1983. – 1985. Horst Spengler - 1985. Vitomir Arsenijević - 1986. Željko Zovko (igrač-trener) | - 1987. – 1988. Burkh. Keller i W. Don - 1989. – 1992. Velimir Kljaić - 1992. – 1993. Heiner Brand - 1994. Burkhard Keller - 1994. – 1996. Björn Jilsen - 1996. Kristján Arason - 1996. – 1998. Velimir Kljaić | - 1998. Armin Emrich - 1998. – 2005. Martin Schwalb - 2006. Jörg Schulze - 2007. Carsten Bengs - 2007. – 2009. M. Fuhrig i J. Schulze - 2009. – 2011. Thomas Scherer - 2011.-danas Ralf Ludwig |

## Vanjske poveznice
- Službene stranice kluba